# G (Gerald Levert)
G è il quarto album in studio del cantautore statunitense Gerald Levert, pubblicato il 7 marzo 2000 dalla EastWest Records.

## Tracce
1. Application (I'm Lookin 4 A New Love) – 4:08 (Darrell Allamby, Antonio Mobley)
2. Callin' Me – 5:37 (Gerald Levert, Darrell Allamby, Kenneth "Kenny Flav" Dickerson, Lincoln Browder, Antoinette Roberson)
3. Nothin' to Somethin' – 4:55 (Gerald Levert, Darrell Allamby, Kenneth "Kenny Flav" Dickerson)
4. Strings, Strings – 4:55 (Gerald Levert, Edwin "Tony" Nicholas)
5. It Hurts Too Much to Say (feat. Kelly Price) – 5:34 (Gerald Levert, Kelly Price)
6. Mr. Too Damn Good – 4:32 (Gerald Levert, Joe Little III)
7. She Done Been – 4:06 (Gerald Levert, Joe Little III)
8. Heart Don't – 5:01 (Gerald Levert, Edwin "Tony" Nicholas)
9. Don't Take It Away – 4:52 (Gerald Levert, Edwin "Tony" Nicholas)
10. Second Time Around – 4:45 (Gerald Levert, Edwin "Tony" Nicholas, Serena Winn)
11. Misery – 5:37 (Gerald Levert, Edwin "Tony" Nicholas)
12. Baby U Are – 5:19 (Gerard Levert, Craig T. Cooper)
13. These – 5:12 (Gerald Levert, Edwin "Tony" Nicholas)

## Classifiche

### Classifiche settimanali
| Classifica (2000) | Posizione massima |
| ----------------- | ----------------- |
| Stati Uniti       | 8                 |

### Classifiche di fine anno
| Classifica (2000) | Posizione |
| ----------------- | --------- |
| Stati Uniti       | 122       |